# Wolf Singer
Pour les articles homonymes, voir Singer.
Wolf Joachim Singer (né le 9 mars 1943, Munich) est un neurophysiologiste allemand. Il a été directeur de l'Institut Max Planck pour la recherche sur le cerveau de 1981 à 2011.

## Biographie

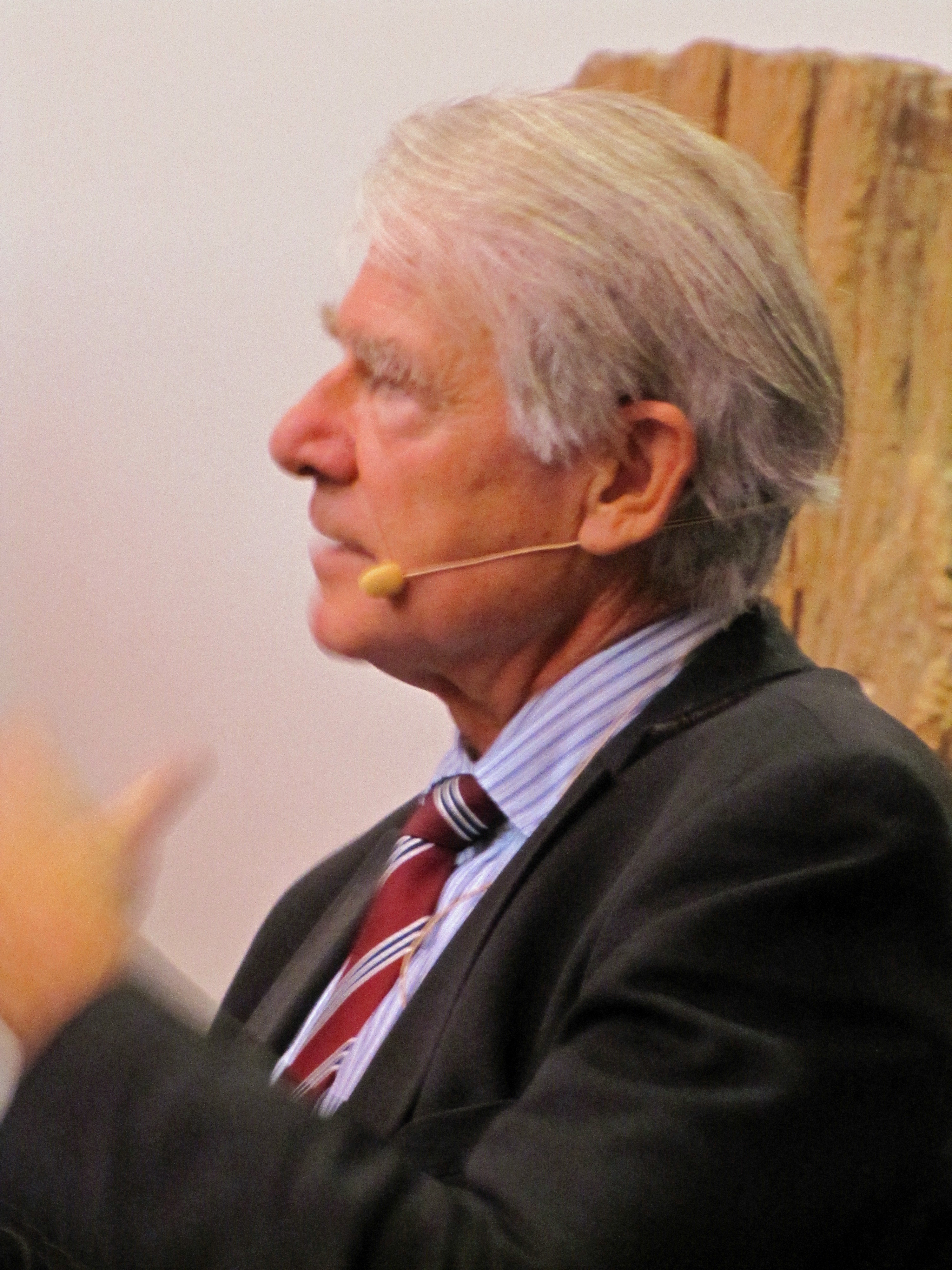
Wolf Singer en 2012

### Enfance
Wolf Joachim Singer est né dans la ville de Munich un jour du mois de mars 1943 où les bombardements alliés commencèrent à faire rage sur cette ville. Pour les années restantes de la guerre et jusqu'à l'âge de dix ans, il grandit dans le petit village de Solen situé dans le District de Haute-Bavière, proche de la ville de Wasserburg am Inn. C'est dans ce cadre idyllique qu'il passe son enfance. Comme il n'y avait pas d'écoles secondaires proches du village, il entre en internat à dix ans au sein du Landschulheim Neubeuern, fondé au début du XXe siècle par la baronne von Wendelstadt et la Comtesse Degenfeld-Schonburg.

### Études
Wolf Singer termine ses études secondaires en 1962. Le baccalauréat (Abitur en Allemagne) en poche, il suit des cours de physique et des séminaires de philosophie. Après divers tâtonnements, il est admis en 1962 à l'université Louis-et-Maximilien de Munich pour y entreprendre des études de médecine.

## Publications

### Articles
Voir la liste des articles scientifiques dans la section « Main publications » de cette page du site de l'Académie pontificale des sciences.

### Ouvrages
- (de) Ein neues Menschenbild?: Gespräche über Hirnforschung. Éd. Suhrkamp, 2003.  (ISBN 9783518291962)
- (en) Dynamic Coordination in the Brain: From Neurons to Mind. Éd. MIT Press, 2010.  (ISBN 9780262014717)
- (de) Der Beobachter im Gehirn: Essays zur Hirnforschung. Éd. Suhrkamp Verlag, 2013.  (ISBN 9783518732106)
- Cerveau et méditation. Dialogue entre le bouddhisme et les neurosciences. Matthieu Ricard, Wolf Singer. Allary éditions, 2017.  (ISBN 9782370731135)

## Source
Pour la section Biographie :
- (en) Wolf Singer (PDF) sur le site de la Society for Neuroscience